# Četina
Četina je priimek v Sloveniji, ki ga je po podatkih Statističnega urada Republike Slovenije na dan 1. januarja 2024 uporabljalo 75 oseb in je med vsemi priimki po pogostosti uporabe uvrščen na 5609. mesto. Največ ljudi s tem priimkom, 66, živi v Savinjski statistični regiji, kjer je priimek po pogostnosti uvrščen na 819. mesto.

## Znani nosilci priimka
- Alojz Četina (1930—2016), agronom
- Andreja Četina, defektologinja
- Jože Četina (1927—2017), zdravnik anesteziolog, gorski reševalec
- Mitja Četina, zdravnik anesteziolog
- Mojca Četina, atletinja